# Ривастигмин
Ривастигмин — лекарственное средство, ингибитор ацетилхолинэстеразы, применяемый в терапии болезни Альцгеймера и деменции при болезни Паркинсона. Помимо обычной, таблетированной формы, выпускается в виде пластыря, использование которого связано с меньшей выраженностью побочных эффектов.
Ривастигмин входит в перечень жизненно необходимых и важнейших лекарственных препаратов.

## Фармакологическое действие
Селективный ингибитор ацетилхолинэстеразы головного мозга. Препятствуя разрушению ацетилхолина, облегчает холинергическую передачу, селективно повышает концентрацию ацетилхолина в коре мозга и гиппокампе; оказывает положительное влияние на нарушения когнитивных процессов, характерных для болезни Альцгеймера. Блокада холинэстеразы может замедлить образование фрагментов белкового бета-предшественника амилоида, принимающего участие в амилоидогенезе, и, следовательно, формирование амилоидных бляшек, являющихся одним из главных патологических признаков болезни Альцгеймера.

## Фармакокинетика
Абсорбция — высокая. Биодоступность — 30-40 %. Связь с белками плазмы — 40 %. TCmax — 1 ч. Объем распределения — 1.9-2.7 л/кг. Легко проникает через ГЭБ. T½ — 1 ч. Метаболизируется в процессе гидролиза при участии холинэстеразы. Выводится в основном почками (в виде метаболитов). К концу 24 ч выводится более 90 % принятой дозы. С каловыми массами выводится менее 1 %. Кумуляции не отмечается.

## Клинические исследования
Были получены выводы, что более ранее лечение ривастигмином привело к относительной стабилизации на более высоком уровне когнитивных функций. При этом различие между группами пациентов, которые начали лечение с ривастигмина или группой-плацебо, сохранялась в долгосрочной перспективе, несмотря на то что в открытой фазе всем пациентам проводилась одинаковая терапия. Это подчёркивает важность раннего лечения после установления диагноза деменции.
Долгосрочный эффект в сочетании с приемлемой частотой побочных явлений позволяет использовать ривастигмин в качестве препарата для базисной терапии при болезни Альцгеймера, деменции с тельцами Леви, болезни Паркинсона с деменцией, смешанной деменцией. В европейских странах он выведен из оборота, как препарат который не показал клинического эффекта.

## Показания
Слабо и умеренно выраженная деменция альцгеймеровского типа (вероятная болезнь Альцгеймера, болезнь Альцгеймера). Слабо и умеренно выраженная деменция при болезни Паркинсона.

## Противопоказания
Гиперчувствительность (в том числе к др. производным карбамата), тяжелая печеночная недостаточность, период лактации, детский возраст.

### C осторожностью
Язвенная болезнь желудка и 12-перстной кишки, СССУ, нарушения проводимости (SA и AV блокады), бронхиальная астма и ХОБЛ (в анамнезе), обструкция мочевыводящих путей, эпилепсия, одновременный прием др. холиномиметических лекарственных средств, беременность.

## Режим дозирования
Внутрь, во время еды, 2 раза в сутки. В первые 2 нед — по 1.5 мг на прием. При хорошей переносимости (не ранее чем через 2 нед лечения) доза может быть увеличена до 3 мг и далее до 4.5-6 мг 2 раза в сутки. Поддерживающая доза — от 1.5 до 6 мг 2 раза в сутки. Максимальная суточная доза — 12 мг. У больных, особенно чувствительных к воздействию холинергических лекарственных средств, лечение следует начинать с дозы 1 мг 2 раза в сутки.

## Побочные эффекты
Частота побочных эффектов: очень часто — 10 % и более; часто — 1 % и более, но менее 10 %; иногда — 0,1 % и более, но менее 1 %; редко — 0,01 % и более, но менее 0,1 %, очень редко — менее 0,01 %, включая отдельные случаи.

### Наиболее часто
Тошнота (38 %), рвота (23 %) в основном в период повышения дозы.

### Инфекции
Очень часто — инфекции мочевыводящих путей.

### Со стороны нервной системы
Очень часто — головокружение; часто — ажитация, спутанность сознания, головная боль, сонливость, тремор; иногда — бессонница, депрессия, обморок; редко — судороги.

### Со стороны сердечно-сосудистой системы
Редко — стенокардия; очень редко — брадикардия, AV блокада, фибрилляция предсердий, тахикардия, выраженное снижение артериального давления.

### Со стороны пищеварительной системы
Очень часто — тошнота, рвота, диарея, анорексия; часто — диспепсия и абдоминальная боль; редко — язвы желудка и 12-перстной кишки; очень редко — кровотечения их желудочно-кишечного тракта, панкреатит (незначительной степени выраженности).

### Со стороны кожных покровов
Часто — повышенная потливость; редко — сыпь.

### Прочие
Часто — повышенная утомляемость, астения, общее недомогание, снижение массы тела; иногда — случайные падения.

### Передозировка

#### Симптомы
Тошнота, рвота, диарея, выраженное снижение артериального давления, галлюцинации. Учитывая ваготоническое действие предполагаемыми симптомами передозировки могут быть также брадикардия и/или обморок.

#### Лечение
Отмена препарата в последующие 24 ч, противорвотные лекарственные средства, при значительной передозировке — атропина сульфат внутримышечно в начальной дозе 0.03 мг/кг, последующая доза зависит от клинического эффекта.

## Особые указания
Холинергическая стимуляция может повышать секрецию HCl в желудке. Во время беременности применять только в тех случаях, когда ожидаемый успех лечения превосходит потенциальный риск для плода. Побочные эффекты, наблюдающиеся во время лечения при подборе дозы с последующим её увеличением, могут уменьшиться после пропуска в приеме 1 или нескольких доз препарата. Если же побочные действия сохраняются, суточную дозу следует понизить до предыдущей, хорошо переносимой больным дозы.

## Взаимодействие
Может повлиять на активность антихолинергических и холиномиметических лекарственных средств. Усиливает действия деполяризующих миорелаксантов во время общей анестезии.